# 内面
内面（ないめん）とは外側に対する内側、すなわち何らかの障壁において囲まれたその障壁の内側の面を意味する。英語ではインテリア（Interior）と言うが日本ではインテリア・デコレーション（Interior decoration、室内装飾品）がインテリアとよばれている。
特に人間の心理について内面という用語を用いる際は、それがあることを分かりながらもそれそのものを決して知ることが出来ないというニュアンスで用いられる事が多い。これは、他人を決して知ることは出来ない、極端に言えば他人の存在証明が現象学的に不可である事実を示す。
また、人間の心理における内面の存在内容の自由は、法的には思想・良心の自由、学問の自由、信教の自由といったものを保障するものでもある。